# Décorations d'extérieur en Afrique
 (mai 2008).
Si vous disposez d'ouvrages ou d'articles de référence ou si vous connaissez des sites web de qualité traitant du thème abordé ici, merci de compléter l'article en donnant les références utiles à sa vérifiabilité et en les liant à la section « Notes et références ».
Dans certains villages en Afrique, subsiste une tradition qui rassemble les femmes pour une action artistique commune : décorer l'extérieur des maisons.
Mais les méthodes diffèrent. Si les N'Debele d'Afrique du Sud emploient des peintures industrielles, les femmes d'Afrique de l'Ouest continuent d'utiliser leurs doigts et les pigments que leur offre la nature. Au nord du Ghana, après réparation des usures du temps, les murs de terre crue sont recouverts d'argile puis décorés de motifs noirs (goudron insecticide) parfois associés à du blanc.
Ces motifs sont ensuite enduits de résine qui les protègera de la pluie et du soleil pendant quelque temps. 
Parmi les dessins stylisés, le « triangle évasé », symbolisant une calebasse évidée, revient souvent.